# Druga slovenska nogometna liga 1997-1998
La Druga slovenska nogometna liga 1997-1998 (in lingua italiana: Secondo campionato calcistico sloveno 1997-1998), abbreviata in 2. SNL 1997-1998, fu la settima edizione della seconda serie del campionato di calcio sloveno.

## Formula
Le 16 squadre partecipanti disputarono un girone all'italiana con gare di andata e ritorno (30 giornate totali) al termine delle quali:
- Le prime due classificate furono promosse in 1. SNL 1998-1999
- Terza e quarta classificata disputarono spareggi contro le ultime due della 1. SNL 1997-1998
- Le ultime due classificate disputarono spareggi contro le seconde dei due gironi della 3. SNL 1997-1998

### Avvenimenti
Il cambio della formula fu dovuto all'ampliamento dell'organico della 1. SNL da 10 a 12 squadre.
Il NK Črnuče si unì con il NK Factor (club che dal 1993 svolgeva solo attività giovanile) prima dell'inizio della stagione.

## Squadre partecipanti
| Squadra                | Città           | Stadio                | Stagione 1996-97 | Stagione 1996-97 |
| Squadra                | Città           | Stadio                | Pos.             | Divisione        |
| ---------------------- | --------------- | --------------------- | ---------------- | ---------------- |
| Koper                  | Capodistria     | Stadio Bonifika       | 10°              | 1. SNL           |
| Drava                  | Ptuj            | Mestni stadion        | 2°               | 2. SNL           |
| Dravograd              | Dravograd       | ŠC Dravograd          | 3°               | 2. SNL           |
| Nafta                  | Lendava         | Športni park Lendava  | 4°               | 2. SNL           |
| Rudar Trbovlje         | Trbovlje        | Rudar Stadion         | 5°               | 2. SNL           |
| Šentjur                | Šentjur         | Športni park Šentjur  | 6°               | 2. SNL           |
| BS Tehnik Domžale      | Domžale         | Športni park Domžale  | 7°               | 2. SNL           |
| Elektroelement Zagorje | Zagorje ob Savi | Mestni stadion        | 8°               | 2. SNL           |
| Železničar             | Maribor         | Športni Park Tabor    | 9°               | 2. SNL           |
| Goriške Opekarne Renče | Ranziano        | Športni park Renče    | 10°              | 2. SNL           |
| Živila Triglav         | Kranj           | ŠC Stanko Mlakar      | 11°              | 2. SNL           |
| Esotech Šmartno        | Šmartno ob Paki | Stadion Šmartno       | 12°              | 2. SNL           |
| Jadran Hrpelje-Kozina  | Cosina          | Stadion Krvavi Potok  | 13°              | 2. SNL           |
| Factor Črnuče          | Lubiana         | Stadion ŽŠD           | 14°              | 2. SNL           |
| Elan                   | Novo mesto      | Stadion Portoval      | 1°               | 3. SNL Ovest     |
| Aluminij               | Kidričevo       | Športni park Aluminij | 1°               | 3. SNL Est       |

## Classifica
|                  | Pos. | Squadra               | Pt | G  | V  | N  | P  | GF | GS | DR  |
| ---------------- | ---- | --------------------- | -- | -- | -- | -- | -- | -- | -- | --- |
|                  | 1.   | Triglav               | 78 | 30 | 25 | 3  | 2  | 81 | 17 | +64 |
|                  | 2.   | Koper                 | 68 | 30 | 20 | 8  | 2  | 75 | 20 | +55 |
|                  | 3.   | Domžale               | 58 | 30 | 17 | 7  | 6  | 63 | 30 | +33 |
|                  | 4.   | Železničar Maribor    | 51 | 30 | 14 | 9  | 7  | 52 | 39 | +13 |
|                  | 5.   | Elan                  | 48 | 30 | 14 | 6  | 10 | 51 | 53 | −2  |
|                  | 6.   | Nafta                 | 43 | 30 | 12 | 7  | 11 | 39 | 39 | 0   |
|                  | 7.   | Drava Ptuj            | 39 | 30 | 10 | 9  | 11 | 32 | 32 | 0   |
|                  | 8.   | Šmartno ob Paki       | 38 | 30 | 9  | 11 | 10 | 44 | 44 | 0   |
|                  | 9.   | Renče                 | 36 | 30 | 9  | 9  | 12 | 46 | 48 | −2  |
|                  | 10.  | Jadran Hrpelje-Kozina | 32 | 30 | 8  | 8  | 14 | 29 | 59 | −30 |
|                  | 11.  | Dravograd             | 31 | 30 | 7  | 10 | 13 | 37 | 46 | −9  |
|                  | 12.  | Šentjur               | 31 | 30 | 7  | 10 | 13 | 25 | 40 | −15 |
|                  | 13.  | Aluminij              | 31 | 30 | 8  | 7  | 15 | 34 | 50 | −16 |
|                  | 14.  | Zagorje               | 31 | 30 | 8  | 7  | 15 | 32 | 51 | −19 |
|                  | 15.  | Rudar Trbovlje        | 29 | 30 | 7  | 8  | 15 | 25 | 41 | −16 |
|                  | 16.  | Factor Črnuče         | 15 | 30 | 4  | 3  | 23 | 32 | 88 | −56 |
| Fonte: rsssf.org |      |                       |    |    |    |    |    |    |    |     |

Legenda:
      Promosso in 1. SNL 1998-1999.
  Partecipa agli spareggi.
      Retrocesso in 3. SNL 1998-1999.
      Escluso dal campionato.
Regolamento:
Tre punti a vittoria, uno a pareggio, zero a sconfitta.
In caso di arrivo di due o più squadre a pari punti, la graduatoria viene stilata secondo la classifica avulsa tra le squadre interessate (= scontri diretti).

## Spareggi

### Promozione
Domžale e Železničar Maribor incontrarono rispettivamente l'ultima e la penultima classificata della 1. SNL 1997-1998 in due spareggi con andata e ritorno per la promozione nella massima serie. Il Domžale venne promosso, mentre lo Železničar Maribor rimase in Druga SNL.
| Squadra 1 | Totale | Squadra 2          | Andata     | Ritorno    |
| --------- | ------ | ------------------ | ---------- | ---------- |
|           |        |                    | 13.06.1998 | 17.06.1998 |
| Beltinci  | 5 – 1  | Železničar Maribor | 1 – 0      | 4 – 1      |
| Vevče     | 2 – 4  | Domžale            | 1 – 3      | 1 – 1      |

### Retrocessione
Rudar Trbovlje e Factor Črnuče incontrarono in due spareggi con andata e ritorno le seconde classificate della 3. SNL 1997-1998: Svoboda (Ovest) e Bakovci (Est). Vinsero entrambe e rimasero in Dtuga SNL.
| Squadra 1      | Totale | Squadra 2 | Andata     | Ritorno    |
| -------------- | ------ | --------- | ---------- | ---------- |
|                |        |           | 13.06.1998 | 17.06.1998 |
| Rudar Trbovlje | 5 – 1  | Bakovci   | 5 – 0      | 0 – 1      |
| Factor Črnuče  | 7 – 5  | Svoboda   | 4 – 0      | 3 – 5      |